# Ramón III de Pallars Jussá
Ramón III de Pallars Jussà (? - 1047), conde de Pallars Jussá (1010-1047).

## Orígenes familiares
Hijo del conde Suniario I de Pallars y su primera esposa Ermengarda de Rouergue.

## Biografía
En el 1010, a la muerte de su padre Suniario I, él y su hermano menor Guillermo II de Pallars Sobirá se repartieron los territorios de su padre, apartando a su hermanastro Ermengol I del poder.
Ramón III dejó la lucha contra el islam en manos del barón urgelense Arnau Mir de Tost, lo que imposibilitó la expansión del condado hacia el Montsec. Aunque la llanura de la Cuenca de Tremp fue entregada al conde de Pallars Jussá, seguramente por haber colaborado en su conquista, el vizcondado de Áger, que era vasallo de los condes de Urgel, se convirtió en un freno para la continuidad de la reconquista pallaresa.
Ramón III se encontró también con constantes conflictos con su primo hermano y rival, Artal I de Pallars Sobirá. No obstante, durante su gobierno se construyó la línea defensiva meridional del condado, erigiéndose castillos tales como los de Mur, Llimiana, Basturs, Llordá, etc.
En el 1010, llegó un ejército castellano al condado de Ribagorza, al mando del propio Sancho García, para escoltar a su hermana Mayor, que llegaba para casarse con Ramón. Fue la condesa Toda de Ribagorza, hermana de Ava, la madre del conde castellano, la que solicitó la venida de Mayor. Los pallareses se habían hecho con el control de la orilla oriental del río Noguera Ribagorzana y el matrimonio fue la manera de justificar su presencia en estas tierras del condado, que quedó compartido con un hijo del fallecido conde Isarno, Guillermo Isárnez. Asesinado este en el valle de Arán en el invierno del 1017-1018, Mayor y Ramón pretendieron apoderarse de todo el condado, pero Sancho III el Mayor de Navarra se lo impidió. Mantuvieron, empero, las tierras de la orilla oriental del Noguera Ribagorzana que habían señoreado hasta entonces.

## Nupcias y descendencia
Se casó en primeras nupcias con la infanta Mayor de Castilla, hija del conde García Fernández y Ava de Ribagorza. De esta unión nacieron:
- Ramón (? -1098), conde de Pallars Jussá
- Suñer  (? -1103)
- Ricarda

En el 1019 o 1020, se anuló el matrimonio con Mayor, teóricamente por la consanguinidad de los cónyuges, aunque probablemente el motivo no fuese más que un pretexto del conde para deshacerse de su esposa, pues eran parientes lejanos. En segundas nupcias se casó con una dama llamada Ermesenda.
| Predecesor: Suñer I y Ermengol I (como condes de Pallars) | Conde de Pallars Jussá 1010-1047 | Sucesor: Ramón IV |